# Chactopsoides gonzalezspongai
Espèce
Chactopsoides gonzalezspongai est une espèce de scorpions de la famille des Chactidae.

## Distribution
Cette espèce est endémique de l'État d'Amazonas au Venezuela. Elle se rencontre vers Atabapo à 92 m d'altitude sur l'Isla Piñate à la confluence de l'Orénoque et du río Ventuari

## Description
Le mâle holotype mesure 30,7 mm et la femelle paratype 30,39 mm, les mâles mesurent de 21,00 à 30,70 mm et les femelles de 30,39 à 33,30 mm.

## Étymologie
Cette espèce est nommée en l'honneur de Manuel Ángel González Sponga (1929–2009).

## Publication originale
- Ochoa, Rojas-Runjaic, Pinto-da-Rocha & Prendini, 2013 : Systematic revision of the neotropical scorpion genus Chactopsis Kraepelin, 1912 (Chactoidea: Chactidae), with descriptions of two new genera and four new species. Bulletin of the American Museum of Natural History, no 378, p. 1-121 (texte intégral).